# Fred Kelly
 Frederick Warren "Fred" Kelly, född 12 september 1891 i Orange, Kalifornien, död 7 maj 1974 i Medford, Oregon, var en amerikansk friidrottare.
Kelly blev olympisk mästare på 110 meter häck vid sommarspelen 1912 i Stockholm.